# Corey Cerovsek
Corey Cerovsek (Vancouver, 24 april 1972) is een Canadees violist, pianist en wiskundige. Op 12-jarige leeftijd was hij de jongste student die een gouden medaille ontving van het Koninklijk Conservatorium. In 1992 ontving Cerovsek de Virginia-Parker Prize van de Canada Council for the Arts. In 2006 werd Cerovsek samen met Steven Heyman genomineerd voor een Grammy in de categorie Best Chamber Music Performance. In 2008 ontving Cerovsek de MIDEM Classical Music Award voor de beste kamermuziek voor zijn opname met Paavali Jumppanen van de volledige vioolsonates van Beethoven.

## Biografie
Cerovsek werd geboren in Vancouver, als zoon van de Oostenrijkse ouders Sophia en Helmut Cerovsek die naar Canada emigreerden. Zijn zus, Katja Cerovsek, is pianiste en advocaat. Hij begon op vijfjarige leeftijd viool te leren spelen. Hij studeerde bij John Loban, Charmian Gadd, Richard Goldner en Josef Gingold. In 1984 begon hij muziek te studeren aan de Indiana University in Bloomington. Hij behaalde een bachelordiploma in muziek en wiskunde in 1987 (op 15-jarige leeftijd), een masterdiploma in muziek in 1988, een masterdiploma in wiskunde in 1990, en voltooide zijn doctoraatscursussen in muziek en wiskunde in 1991 (op 18-jarige leeftijd).
In 1981 maakte Cerovsek zijn debuut bij het Calgary Philharmonic Orchestra. Hij speelde met grote orkesten en in recitals over de hele wereld. Hij speelt op de Milanollo Stradivariusviool, een instrument dat onder meer werd bespeeld door Christian Ferras, Giovanni Battista Viotti en Nicolò Paganini.

## Discografie
- 1987: met Katja Cerovsek, opgenomen werken van Vitali, Hubay, Sarasate, Kreisler en verscheidene anderen op RCI 648
- 1998: met Katja Cerovsek, Corey Cerovsek speelt Wieniawski DE 3231
- 1999: met het Moskouse Kamerorkest, Mozart Adagios, DE 3243
- 1999: met het Moskouse Kamerorkest, Russian Soul , DE 3244
- 2006: met Paavali Jumppanen, complete vioolsonates van Beethoven, Claves CLV 50-2610/12
- 2006: Corigliano: Vioolsonate; Etude-fantasie; Fantasia op een Ostinato; Clair-obscur
- 2008: met het Orchestre de Chambre de Lausanne, concerten van Vieuxtemps en Wienawski, Claves CLV CLV 50-2801